# 味の素食品
味の素食品株式会社（あじのもとしょくひん）は、味の素グループの食品メーカーである。

## 概要
1963年創業で神奈川県川崎市高津区に本社を置いていたクノール食品株式会社を承継会社とし、味の素株式会社の食品事業に関わる工場の一部および味の素パッケージング株式会社を吸収し、2019年4月1日に設立された。
調味料および加工食品等の製造ならびに包装を事業としており、味の素食品で生産した商品の営業販売は、すべて味の素が担っている。

## 商品
- 調味料類（味の素、ハイミー、アジシオ、ほんだし、中華あじ、Cook Do）
- スープ類（クノールカップスープ、クノールスープDELI、クノールふんわりたまごスープ）
- マヨネーズ類（ピュアセレクトマヨネーズ、ピュアセレクトサラリア、ピュアセレクトコクうま65％カロリーカット）
- コンソメ類（味の素KKコンソメ、クノールチキンコンソメ、クノールビーフコンソメ）
- レトルト類（味の素KKおかゆ）
- その他（Toss Sala、鍋キューブ）

※商品ブランド「味の素」「ハイミー」「アジシオ」「ほんだし」「中華あじ」「クノール」「ピュアセレクト」「コクうま」「サラリア」「CookDo」「Toss Sala」「鍋キューブ」はいずれも登録商標である。

## 沿革
※2018年以前の沿革は、味の素食品の承継会社である旧クノール食品社の沿革を準用。
| 1958年（昭和33年） | - 味の素の全額出資により日本コンソメ株式会社として設立 - 5月 日本食品工業株式会社に社名変更 - 固形コンソメスープ、粉末ポタージュスープ、即席そばつゆ、ラーメンスープなどを製造する                          |
| 1963年（昭和38年） | - 味の素とCPCインターナショナル社との合弁会社となる - 「イージーみそ汁」発売 |
| 1964年（昭和39年） | - 「クノール®スープ」発売 |
| 1965年（昭和40年） | - クノール食品株式会社に社名変更 - 「クノール®コンソメ」発売 |
| 1967年（昭和42年） | - 「味の素KKコンソメ」発売 |
| 1968年（昭和43年） | - マヨネーズ 発売 |
| 1969年（昭和44年） | - コーン食品株式会社（現・味の素食品北海道株式会社）発足 |
| 1970年（昭和45年） | - マーガリン 発売 - 「味の素KKコンソメ 顆粒」発売 |
| 1971年（昭和46年） | - 「クノール®スパゲティソース」発売 |
| 1973年（昭和48年） | - 「クノール®カップスープ」発売 |
| 1977年（昭和52年） | - 「Rumic®」を当社で生産開始 - 「クノール®ディナースープ（缶スープ）」発売 |
| 1979年（昭和54年） | - クノールサービス株式会社発足（現・味の素コミュニケーションズ株式会社） - 中部クノール食品株式会社（現・当社三重工場）設立                                                                                 |
| 1982年（昭和57年） | - 「クノール®カップスープスナックタイプ（カップ入り）」発売 |
| 1983年（昭和58年） | - 「クノール®中華風スープ」発売 - 「クノール®和風スープ」発売 |
| 1984年（昭和59年） | - 「クノール®グルメクック」発売 - 「クノール®カップスープスペシャリテ」発売 - 「クノール®中華ぞうすい」発売                                                                                                 |
| 1987年（昭和62年） | - クノールトレーディング株式会社（現・味の素食品AFMトレーディング株式会社）発足 - 味の素の全額出資となる |
| 1988年（昭和63年） | - 「サラダソース」発売 - 「クノール®カップスープチャンク」発売 - 「クノール®プライムディッシュ」発売 - 「味の素KKおかゆ」発売                                                                               |
| 1990年（平成2年）  | - 東海クノール食品株式会社（現・当社静岡工場）設立 |
| 1992年（平成4年）  | - 「ぷるぷる豆腐」発売 |
| 1993年（平成5年）  | - 「クノール®北海道ポタージュ」発売 |
| 1994年（平成6年）  | - 「べに花マヨネーズ」発売 |
| 1995年（平成7年）  | - 「菜の花マヨネーズタイプ1/3」発売 |
| 1996年（平成8年）  | - 「クノール®Soup Do®」発売 - 「ピュアセレクト®マヨネーズ」発売 |
| 2000年（平成12年） | - 「ピュアセレクト®ハーフ」発売 |
| 2001年（平成13年） | - 「クノール®スープパスタ」発売 |
| 2003年（平成15年） | - ISO9001，ISO14001認証取得 - 「Let’s QUIQ」パスタ 発売 - 「クノール®スープ春雨」発売 |
| 2004年（平成16年） | - 「クノール®Pota」発売 - 「ピュアセレクト®サラリア®」 - 特定保健用食品 発売 |
| 2006年（平成18年） | - アモイ味楽如意食品有限公司 設立 |
| 2007年（平成19年） | - New Season Foods, Inc.株式取得 - クノール食品・東海クノール食品・中部クノール食品の三社が統合 - 「ピュアセレクト®ローカロリーコクうま カロリー55％カット」発売 - 「クノール®1日分の緑黄色野菜スープ」発売 |
| 2011年（平成23年） | - OHSAS18001認証取得 - 「クノール®スープDELI®」発売 |
| 2012年（平成24年） | - 「クノール®ごちそうスープパスタ」発売 - 「Cook Do®きょうの大皿」発売 - 「鍋キューブ®」発売 |
| 2014年（平成26年） | - 「Toss Sala®」発売 - 「クノール®カップスープ "塩分40％カット"シリーズ」発売 |
| 2015年（平成27年） | - 「Cook Do®おかずごはん」発売 |
| 2019年（平成31年） | - クノール食品を承継会社とし、味の素社の食品事業工場の一部と味の素パッケージングを吸収して、「味の素食品株式会社」に商号変更。代表取締役社長に辻田浩志就任（初代） - 関西工場を閉産し、三重工場に移転統合   |
| 2021年（令和3年）  | - 高津工場を閉産し、川崎工場に移転統合 |
| 2023年（令和5年）  | - 代表取締役社長に望月俊之就任（2代目） |

## 事業拠点
- 本社（神奈川県川崎市川崎区）
- 技術本部（神奈川県川崎市川崎区）
- 川崎工場（神奈川県川崎市川崎区）
- 高津工場（神奈川県川崎市高津区）＊2021年閉産し、川崎工場に移転統合。
- 静岡工場（静岡県島田市）
- 三重工場（三重県四日市市）
- 関西工場（大阪府高槻市）＊2019年閉産し、三重工場に移転統合。

## グループ会社
- 味の素食品北海道株式会社

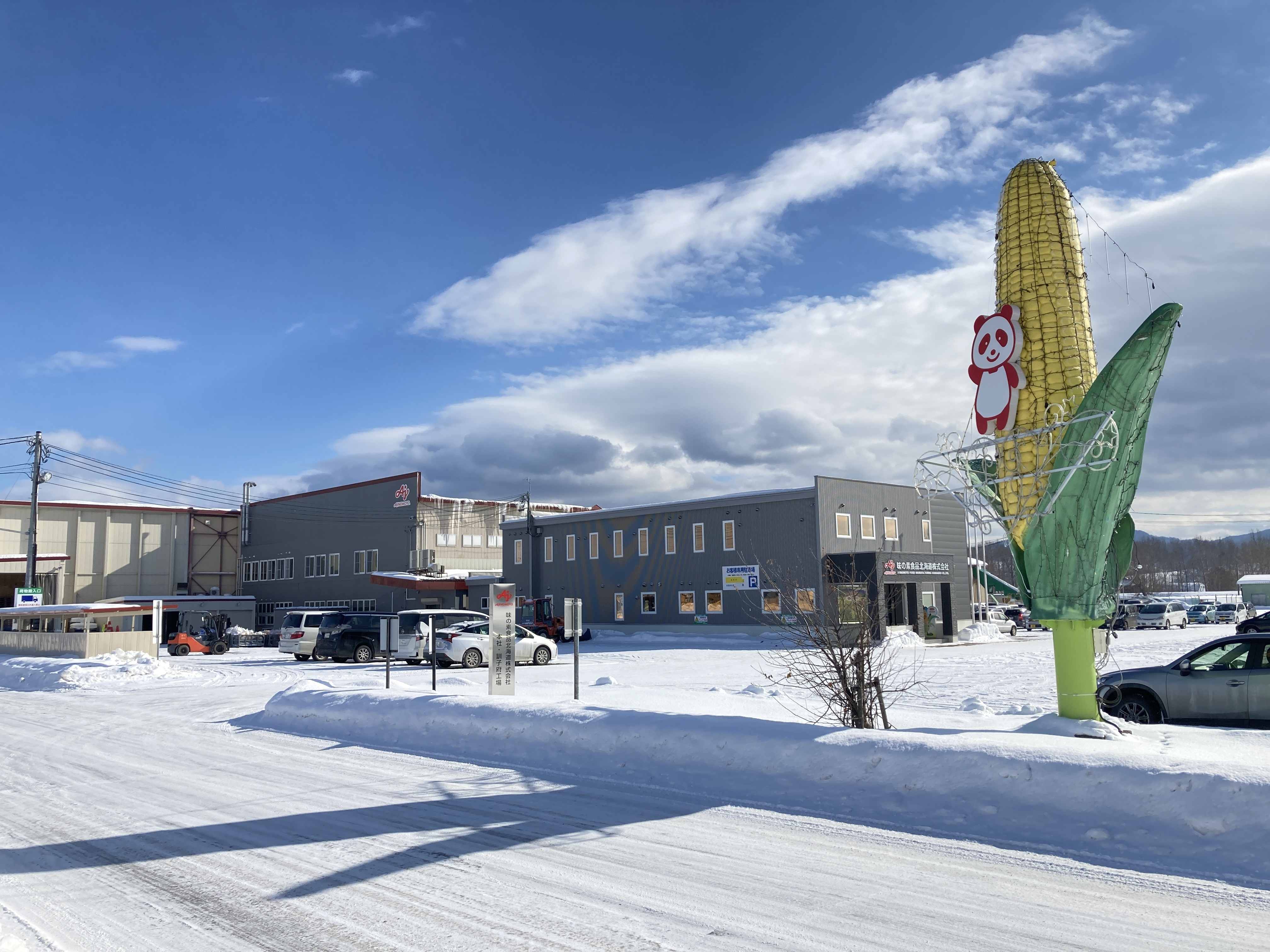
味の素食品北海道本社

  - 本社、訓子府工場（北海道常呂郡訓子府町）
  - 十勝工場（北海道河西郡芽室町）
  - 三笠工場（北海道三笠市本町）
- 味の素AFMトレーディング株式会社（神奈川県川崎市高津区）
- アモイ味楽如意食品有限公司（中国福建省）
- New Season Foods Inc.（米国オレゴン州）